# Sami Kaartinen
Sami Kaartinen (* 7. April 1979 in Kouvola) ist ein ehemaliger finnischer Eishockeyspieler, der zwischen 2009 und 2015 für die Dresdner Eislöwen in der 2. Eishockey-Bundesliga und DEL2 auf der Position des rechten Flügelstürmers spielte.

## Karriere
Sami Kaartinen erlernte das Eishockeyspiel bei seinem Heimatverein SaiPa Lappeenranta und durchlief dort alle Jugendmannschaften. In der Saison 1998/99 gab er sein Debüt in der Eliteliga Finnlands, der SM-liiga.
In derselben und der folgenden Spielzeit spielte außerdem weiter für das Juniorenteam von SaiPa. In der Saison 2000/01 ging er für verschiedene Mannschaften der zweiten Liga Finnlands, der Mestis, aufs Eis. Zu diesen Teams gehörte KooKoo Kouvola, Jokipojat Joensuu und Kiekko-Vantaa. Im folgenden Spieljahr absolvierte er 47 mestis-Partien für Vaasan Sport, bevor er zu Hokki Kajaani wechselte. Dort erzielte er in 42 Spielen der Mestis-Hauptrunde 52 Scorerpunkte. Aufgrund dieser Leistung bekam er 2003 einen Vertrag bei seinem Heimatverein, konnte aber mit zehn Scorerpunkten aus 40 Spielen in der SM-liiga die Erwartungen nicht erfüllen. Daher wechselte er während der Hauptrunde zu den Brûleurs de Loups aus Grenoble.
Im Sommer 2004 kehrte er nach Finnland zurück und wurde von KalPa Kuopio unter Vertrag genommen. Mit seinem neuen Team schaffte er 2005 den Aufstieg in die SM-liiga. Zudem war zweitbester Scorer der Hauptrunde 2004/05. Kaartinen blieb bis zum Ende der Spielzeit 2006/07 bei KalPa. Über KooKoo Kouvola kam er 2008 zum EHC Olten in die National League B, wo er mit   32 Scorerpunkten aus 25 NLB-Partien zu überzeugen wusste. In der Spielzeit 2008/09 erreichte er 27 Tore und 24 Assists in 46 Spielen der NLB-Hauptrunde.
Im Sommer 2009 löste er seinen Vertrag, der ihn bis 2010 an den EHC Olten gebunden hätte, auf und wechselte zu den Dresdner Eislöwen in die 2. Eishockey-Bundesliga. Dort entwickelte er sich zu einem Führungsspieler und Publikumsliebling. Im Dezember 2014 erlitt er eine Handverletzung, wodurch er Teile der Saison 2014/15 und die gesamte Saison 2015/16 verpasste. Im Juni 2016 gab er seine endgültiges Karriereende bekannt. Als Bester Torschütze in der Geschichte des Vereins (155 Tore in 302 Pflichtspielen) wurde seine Nummer von den Eislöwen gesperrt.

## Erfolge und Auszeichnungen
- 2004 Französischer Vizemeister mit den Brûleurs de Loups de Grenoble
- 2005 Aufstieg in die SM-liiga mit KalPa Kuopio

## Karrierestatistik
(Legende zur Spielerstatistik: Sp oder GP = absolvierte Spiele; T oder G = erzielte Tore; V oder A = erzielte Assists; Pkt oder Pts = erzielte Scorerpunkte; SM oder PIM = erhaltene Strafminuten; +/− = Plus/Minus-Bilanz; PP = erzielte Überzahltore; SH = erzielte Unterzahltore; GW = erzielte Siegtore; 1 Play-downs/Relegation; Kursiv: Statistik nicht vollständig)